# Деінституціалізація дітей
Деінституціалізація (також деінституціоналізація, де-інституціоналізація, застосовуються й скорочення Де-І або ДІ-реформа) в сфері захисту прав і найкращих інтересів дітей  -  це процес реформування системи інституційного догляду та виховання дітей, заснований на принципі найкращих інтересів дитини, визнанні пріоритету сімейного виховання та шкоди таких форм догляду як дитячі будинки й інтернати. В ході таких реформ сім'я отримує послуги та допомогу, що сприяє її збереженню і повноцінному дитячому розвитку; усиновлення або сімейні форми альтернативного догляду стають пріоритетом влаштування дітей, що втратили батьківське піклування з причин сирітства, насильства чи недбалого ставлення батьків; інституції перепрофільовуються в центри надання спеціалізованих послуг або закриваються.
В розвинених країнах цей процес стартував у середині ХХ століття і полягав у поступовій відмові від великих дитячих інституцій, одночасно з розвитком усиновлення, нових (як правило, сімейних) форм тимчасового влаштування дітей та послуг з підтримки вразливих сімей. На сьогодні описана вище модель стала загальноприйнятою для розвинених країн: абсолютна більшість сиріт виховуються в родинах родичів або усиновлені, завдяки розвиненим доступним послугам у громадах стало не прийнятим віддавати дітей в інституції. Більше того, практика міжнародного усиновлення показує, що сім'ї з країн Заходу приймають до себе дітей навіть із інвалідністю й важкими ураженнями здоров'я.
Процес поширюється також у Латинській Америці, Африці і Азії, хоча частіше торкається окремих установ, ніж цілих країн або регіонів. У Східній Європі можливості для деінституціалізації з'явилися після падіння комунізму, реформи в цьому напрямі заохочуються ЄС для нових країн-учасниць і кандидатів.

## Законодавче підґрунтя деінституціалізації
Основні міжнародні документи в сфері захисту прав людини й дитини містять положення, що роблять очевидною необхідність реформування систем інтернатного догляду. Стаття 8 Європейської Конвенції з прав людини стверджує загальне право на повагу до приватного і сімейного життя. Втручання в сімейне життя, в тому числі вручання держави, обмежене і має бути виправданим особливими обставинами. Практика застосування Конвенції демонструє захист насамперед біологічної сім'ї; один з висновків Європейського суду з прав людини уточнив невід'ємність права на повагу до сімейного життя дитини: «вже із самого лише факту народження між дитиною та її батьками, навіть, коли вони не живуть разом, виникає зв'язок, який становить сімейне життя». Пріоритетність сімейного виховання означає, що будь-які форми альтернативного догляду можуть розглядатись лише як тимчасові та мають сприяти майбутньому возз'єднанню сім'ї.
Соціальні проблеми сім'ї (як-то безробіття, інвалідність, бідність) самі по собі не можуть слугувати підставою вилучення дитини, натомість, вимагають відповідних послуг для поліпшення благополуччя та збереження сім'ї. Повчальною тут є справа «Савіни проти України», розглянута Європейським судом з прав людини у 2008 році.

### Міжнародне законодавство в сфері захисту прав дітей
Норми Декларації прав дитини, а пізніше Конвенції ООН про права дитини посилили зобов'язання країн у сфері забезпечення прав дітей. Затверджена 20 листопада 1959 року Генеральною Асамблеєю ООН, Декларація містить 10 принципів, дотримання яких мало б забезпечити гармонійний розвиток дітям світу. Її шостий принцип проголошує: «Дитина для повного і гармонійного розвитку її особи потребує любові і розуміння. Вона повинна, якщо це можливо, зростати під опікою і відповідальністю своїх батьків і, в усякому разі, в атмосфері любові і моральної та матеріальної забезпеченості; малолітню дитину не слід, крім тих випадків, коли є виняткові обставини, розлучати зі своєю матір'ю». Але важливіше, що саме з Декларації розпочалось утвердження в міжнародному законодавстві принципу найкращих інтересів дитини.
Прийнята в 1989 році Конвенція про права дитини, крім іншого, зобов'язує держави подбати про те, «щоб дитина не розлучалася з батьками всупереч їх бажанню, за винятком випадків, коли компетентні органи згідно з судовим рішенням, визначають відповідно до застосовуваного закону і процедур, що таке розлучення необхідне в якнайкращих інтересах дитини». Конвенція містить декілька згадок цього принципу, окремо він розтлумачений у спеціальних коментарях, наданих Комітетом з прав дитини ООН. Визначено, що при прийнятті рішень щодо дитини необхідно проявляти повагу до її персональної історії та соціально-культурного тла, сімейного оточення, до її стосунків та контактів з сім'єю, нарешті до особистої думки дитини.

Застосування норм Конвенції до сиріт і дітей розлучених з батьками докладно роз'яснене у Керівних принципах щодо альтернативного догляду за дітьми. Документ [Архівовано 4 березня 2016 у Wayback Machine.] зі 167-ми статей прийнятий ООН наприкінці 2009 року містить чіткі рекомендації до формування національного законодавства і соціальної політики в забезпеченні права дитини на зростання в сім'ї та підтримки сімей у виконанні ними їх обов'язків у відношенні до дитини. Наприклад, стаття 3:
Сім'я є основоположним елементом суспільства і природним середовищем, що забезпечує зростання, благополуччя та захист дітей, зусилля повинні в першу чергу бути спрямовані на те, щоб дитина мала можливість залишатися чи повернутися під опіку своїх батьків, або, у відповідних випадках — інших близьких родичів.
До сфери застосування Принципів віднесені не лише випадки сирітства, а практично всі форми догляду за дітьми, що розлучені з біологічною сім'єю. Виключення становлять лише випадки усиновлення, проживання з ріднею за згодою батьків, а також ув'язнення. Рекомендовано застосування документу до лікарень і таборів, де діти перебувають довгий час у розлуці з батьками (статті 27-30). Принцип найкращих інтересів дитини є наскрізним і згадується 28 раз на 24-х сторінках документу. Альтернативні форми (як інституції, так і сімейні форми або підтримане самостійне проживання) розглядаються лише як крайній і тимчасовий захід забезпечення інтересів дитини. Наприклад, статті 14-15:
Вилучення дитини з сім'ї повинно розглядатися як крайній засіб, і повинно, наскільки це можливо, бути тимчасовим і мати мінімальну тривалість… Фінансова неспроможність чи матеріальна бідність, або умови, що безпосередньо або виключно виникли внаслідок бідності, ніколи не повинні вважатися єдиною підставою для вилучення дитини з-під батьківської опіки, передачі дитини в умови альтернативного догляду чи завадою для її реінтеграції, однак вони повинні розглядатися як сигнал про необхідність надання сім'ї потрібної допомоги.
У випадку, коли сім'я, навіть отримавши відповідну допомогу, все ж неспроможна забезпечити дитині адекватний догляд, пріоритетом є влаштування дитини в сімейному середовищі (особливо наголошується на такій потребі щодо дітей у віці до 3 років). Розлука з батьками має розглядатись як тимчасова і одночасно має провадитись робота для ліквідації первинних причин вилучення дитини з метою її подальшої реінтеграції в біологічну сім'ю.
Нарешті, стаття 23 прямо стверджує, що державам, в яких іще залишились установи інтернатного типу, «необхідно розробляти альтернативи у контексті загальної стратегії де-інституціоналізації з чітко визначеними цілями та завданнями, що уможливить їх поступову ліквідацію».
Ратифікація Керівних принципів на рівні Генеральної Асамблеї ООН підтверджує відданість міжнародної спільноти ідеям захисту сім'ї та пріоритетності сімейного виховання для дітей. Комітет з прав дитини ООН проводить регулярний моніторинг дотримання країнами взятих на себе зобов'язань, заслуховуючи звіти урядів і альтернативні звіти національних та міжнародних коаліцій у сфері дотримання прав дітей. Це спонукає ті уряди, які все ще утримують інтернатні заклади, активніше розвивати політику деінституціалізації.

### Європейське законодавство
Додаток до Рекомендації Ради Європи Rec(2009)10 Комітету міністрів містить чітку настанову:
Політика з питань дитинства та сім'ї повинна в цілому бути спрямованою на: a. надання підтримки сім'ям у вихованні дітей; b. запобігання, наскільки це можливо, розлученню дітей із сім'єю; c. передбачення, відповідно до найвищих інтересів дитини, альтернатив її направленню в дитячий заклад, а саме — передача дитини на виховання в прийомну сім'ю або в розташовані поблизу місця її проживання дитячі заклади сімейного типу; d. у разі розлучення дитини із сім'єю, якщо це необхідно, — забезпечення безперервного зв'язку дитини з батьками та сприяння возз'єднанню сім'ї, якщо це відповідає найвищим інтересам дитини.
Згадуються також Додаток до Рекомендації Rec(2005)5 Комітету міністрів від 16 березня 2005 року, що містить основні принципи забезпечення прав дітей, які виховуються в інтернатських закладах, та Рекомендація Rec(2006)19 «Про політику на підтримку позитивного виховання дітей батьками». Ці норми регулюють діяльність урядів 28 країн-членів ЄС і слугують дороговказом країнам-кандидатам. З 2000 року Європейська комісія надавала фінансування проектам з Де-І за програмою Daphne, що дозволило провести додаткові дослідження, навчання і поширити матеріали в цій темі. Стратегія Ради Європи з прав дитини (2016—2021) містить зобов'язання «Там, де залишаються великі житлові приміщення (установи) для догляду, Рада Європи сприятиме деінституціоналізації догляду за дітьми».

### Українське законодавство
Норми української Конституції підтверджують право на захист особистого і сімейного життя. Більше того, стаття 51 стверджує: «Сім'я, дитинство, материнство і батьківство охороняються державою». Проте, щодо законодавчих актів нижчого рівня та практики в цій сфері Комітет з прав дитини ООН регулярно вказував на прогалини та невідповідність міжнародним нормам. Наприклад: «Комітет ще раз повторює свою попередню рекомендацію стосовно використання альтернативних форм догляду чи інституційного розміщення дітей лише як крайнього заходу, і тільки якщо це відповідає найкращим інтересам дитини». Критикують норми Сімейного кодексу з критеріями, за якими дитина може бути відібрана у батьків:«в інших випадках, якщо залишення дитини у них є небезпечним для її життя, здоров'я і морального виховання» (останній не є чітким, припускає довільні трактування), та норму статті 143, що робить можливим залишення у пологовому будинку чи іншій медустанові дитини, що має інвалідність. Також не відповідає міжнародним нормам закладена в підзаконних актах можливість інституціалізації дитини за заявою батьків на підставі нібито визнання сім'єю неспроможності виховувати свою дитину. Більшість вихованців інтернатів поміщені в заклади саме за цією схемою.
Певне законотворче пожвавлення відбулося завдяки старту Загальнодержавної програми «Національний план дій щодо реалізації Конвенції ООН про права дитини» у 2009 році. В рамках дій за цією програмою напрацьовані рішення, що посилюють захист дітей позбавлених батьківської опіки, стандарти надання послуг, інструменти соціальної роботи тощо. Звіт за Програмою, що завершилася в 2016 році, очікується. Новим поштовхом реформи Де-І в Україні стало прийняття в серпні 2017 року Національної стратегії реформування системи інституційного догляду та виховання дітей на 2017—2026 роки та Плану заходів її реалізації.

## Докази на підтримку необхідності реформи системи альтернативного догляду
Прихильники ідей деінституціалізації, а це міжнародні організації, політики, громадські та релігійні лідери, правозахисники, волонтери та митці, колишні вихованці закладів і їх рідні, наводять численні докази на користь відмови від інституційного догляду, які можна поділити на дві групи.
Перша група доказів зосереджена на важливості сімейного виховання і тій шкоді, що завдається розвитку дитини перебуванням у закладах, та на проблемах їх випускників. У другій групі доказів йдеться про політичні та економічні аспекти функціонування системи інституцій, про їх вплив на стан суспільства.

### Вплив на дитячу психіку. Бухарестська Програма Раннього Втручання
Бухарестська Програма Раннього Втручання — це наукове дослідження, в якому порівнявнювався розвиток дітей-вихованців дитячих будинків, з дітьми, які виховуються в рідних і прийомних сім'ях. Була задіяна випадкова вибірка з 208 дітей, чий фізичний, когнітивний, емоційний та поведінковий розвиток вивчався протягом ряду років. Дослідження показало:
- За кожні 2,6 місяця проведені в інституції (в умовах цілком типових для закладів у країнах кол. Варшавського договору) дитина відстає на один місяць у порівнянні з нормою розвитку
- Інституціалізовані діти мають значно нижчі показники інтелекту та рівень активності мозку, ніж інші діти, особливо це стосується тих, які потрапили в заклади в найменшому віці
- Діти у закладах набагато частіше мають соціальні і поведінкові розлади, включаючи агресивну поведінку, проблеми уваги та гіперактивності, а також синдром, який імітує аутизм
- Цей синдром і розлади поведінки зникають, коли дитина переміщується в родину[13].

Критика закладів ускладнюється наявним розмаїттям інституцій (державних і неурядових, для немовлят і дітей старшого віку, з медичною чи освітньою спеціалізацією тощо). Проте спільні риси дозволяють зробити певні узагальнення. За своєю природою великі інституції не в змозі забезпечити індивідуальний підхід, постійну увагу і стимулювання, які діти отримують, зростаючи у родині. Порушення в формуванні прив'язаності призводить до довготривалого негативного впливу на розвиток емоційно-вольової сфери. У багатьох випадках інтернатне виховання, попри своє призначення сприяти розвитку дітей, насправді завдає шкоди. З усього світу надходять повідомлення про систематичне насильство в подібних установах, а також про неприйнятно високий рівень смертності серед їх вихованців. Інтернатні заклади розглядаються як місця несвободи.
Шкода психо-соціальному розвитку завдається відчуженням від рідної сім'ї та громади, регламентацією життя нормами закладу та особливостями побуту в ньому. Вивчення персональних історій випускників інтернатів вказує на статистично значимі відмінності з групами вихованців сімей і сімейних форм догляду. Труднощі у встановленні довірливих емоційних зв'язків, у формуванні самооцінки та прояві ініціативи, брак навичок самообслуговування і самостійного життя призводять до проблем адаптації в суспільстві та, як наслідок, до девіантної або й протизаконної поведінки.

### Історичний контекст
Протягом віків діти, що втрачали сім'ю, як правило знаходили опікунів у розширеній родині або в громаді. Заклади для дітей існували у вигляді притулків при монастирях. Однак справжнього розвитку альтернативний догляд набув зі зростанням великих промислових міст. Урбанізація та міграція послабили можливості традиційних форм опіки, заснованих на родинних зв'язках і солідарності. Виниклі в ХІХ столітті в Англії робітні доми докладно змальовані в тогочасній літературі (напр., Пригоди Олівера Твіста) й подібні умови подекуди залишаються дотепер, попри те, що застосування дитячої праці в закладах жорстко критикується і заборонене міжнародним законодавством.
Багато великих інституцій створювались у період після Першої або Другої світових воєн і мали вирішити тогочасні проблеми масової безпритульності та сирітства. Останні 70 років відносного миру в світі, зростання добробуту і розвиток медицини зменшили кількість випадків сирітства, тому більше 80 % дітей, які проживають в сучасних інституціях, не є сиротами. Подекуди в Східній Європі цей показник сягає 98 %. В Україні, де понад 90 % інституціалізованих дітей мають батьків, з якими вони з різних причин розлучені, вживаються вирази «соціальне сирітство» щодо занедбаних батьками дітей та іноді «штучне сирітство» щодо безпідставного відібрання дітей з сімей.

Більшість українських дитячих будинків й інтернатів виникли за радянського панування. Якщо створені в 1920-ті роки дитячі будинки вирішували нагальні проблеми приборкання безпритульності й виховання сиріт-жертв війни та репресій лояльними громадянами, то в 1960-ті почалась розбудова мережі загальноосвітніх шкіл-інтернатів як складової систем середньої освіти та соціального забезпечення. Великим прихильником інтернатної системи був тодішній лідер СРСР М.Хрущов. Іще 1959 року на ХХ з'їзді партії він анонсував розбудову шкіл-інтернатів для охоплення інституційною опікою всіх дітей шкільного віку і надалі всіляко підкреслював їх важливість для потреб радянського виховання і подолання бідності:
Когда подрастает ребенок, то у матери не меньше забот. Она уходит на работу и оставляет ребенка без надзора. Вопрос детских учреждений нам нужно решать. Я бы пошел на то, что нужно больше строить детских садов, яслей, чтобы дети были под надзором педагогов. Я считаю, что главное у нас - это борьба с хулиганством и преступностью. Если бы имели возможность строительства школ-интернатов - это идеальная вещь. Я помню время в 1917-1918 гг., когда детей брали в такие школы, то женщины шум устраивали - а, вы хотите отнять у нас детей. А теперь говорят: берите детей.
Это значит, всех детишек взять в интернат, всех детей от рождения до окончания образования взять на государственное обеспечение, всех стариков от такого-то возраста — обеспечить всем... Я думаю, что когда мы одну-две пятилетки поработаем, мы сможем перейти к тому, чтобы всех людей кормить, кто сколько хочет.
Отже, деінституціалізація в країні має ще й ідеологічний вимір: створені на засадах марксистської критики сім'ї та, натомість, пропаганди комунного способу співжиття, інтернати були органічною частиною тоталітарної системи виховання «будівничих комунізму», але тепер є тягарем і навіть загрозою для розвитку суспільства, що керується цінностями демократії та приватної ініціативи.

### Економічні та політичні аспекти
Виховання дитини в сім'ї — це не лише природний спосіб виховання, сприятливий з точки зору дитячого розвитку. Догляд у сім'ї більш економічно обґрунтований, ніж інституційний і в абсолютних цифрах, і в відношенні безпосередніх витрат на дитячі потреби, і в сенсі довготермінової вигоди від більш якісної соціалізації дитини. Деякі українські інтернати з першими сигналами наближення реформ змінили вивіски та пробують позиціонувати себе як висококласні заклади освіти на кшталт безкоштовних версій закритих шкіл західних країн. Однак навряд відповідні результати освіти можливі без реальної зміни підходів до виховання дітей. Згадані вище проблеми розвитку випускників інституцій зменшують їх шанси в конкурентному середовищі сучасної освіти, на ринку праці, відповідно, часто роблять їх залежними від державних програм підтримки. Звичайно, такі ж результати виховання можуть мати й діти з сімей, навіть відносно благополучних, а з іншого боку багато вихованців інтернатів досягають неабияких успіхів. Однак суттєва різниця в соціалізації на користь сім'ї та сімейних форм догляду підтверджується дослідженнями, зокрема, українським Аналітичним звітом «Життєвий шлях випускників інтернатних закладів, дитячих будинків сімейного типу та прийомних сімей» і спогадами вихованців.
Сімейний догляд вигідніший суспільству й більш очевидним чином. На утримання одної дитини в закладі держава витрачає щодня від 100 до понад 600 грн., від трьох до майже двадцяти тисяч на місяць (дані за 2016; суттєва різниця є і між закладами різних типів, і між закладами одного типу, в залежності від числа вихованців і розташування). Хоча в деяких формах сімейного догляду вартість утримання дитини зіставна або й вища (якщо вимагає додаткових послуг), до структури витрат у інституції входять величезні видатки на оплату роботи персоналу та комунальних послуг, ці непрямі видатки іноді перевищують 90 %. В результаті на харчування, одяг і лікування дітей лишається незначна частина вказаних вище сум.

Практика реформування закладів показує, що розпоряджатися бюджетними коштами можна ефективніше. Прикладом може слугувати Центр підтримки дітей і сімей «Добре вдома», відкритий на базі невеликого реформованого інтернату:
за ті ж гроші — 3,6 млн грн — і з меншим штатом на рік ми охоплюємо 1,5 тис. сімей. Наше завдання — збереження біологічної сім'ї дитини. Якщо допомогти родині, підтримати її — діти залишаться з батьками. На сьогодні 96 дітей пройшли через відділення термінового влаштування, 42 % повернено в біологічну сім'ю.
Історичний вибір України на користь євроінтеграції означає необхідність проведення деінституціалізації. Попри популярні розмови про занепад сім'ї та моралі на Заході, на ділі їх модель забезпечення прав дітей виявляє більшу повагу до сімейного життя, ніж радянська система інституційного догляду.

## Практики деінституціалізації (Де-І) в світі та в Україні

### Міжнародний досвід
Розвинені країни пройшли тривалий шлях реформування своїх систем догляду за дітьми. Першими сигналами Де-І можна вважати Закон про соціальні виплати (Social Security Act) у США 1935 року. Цей закон з одного боку врегулював питання адресної допомоги нужденним сім'ям на потреби дітей, а з іншого унеможливив їх розміщення в інституції з причин бідності. Розвиток послуг, зміни в добробуті та громадській думці зробили нормою усиновлення, взяття під опіку та в крайньому випадку в сімейні форми виховання тих дітей, що з різних причин втратили сім'ю. В цілому США реалізували реформи Де-І між 1941 і 1980. Приблизно в той же час подібні процеси поширились у Європі та деяких країнах Латинамерики.
Проте сімейне життя залишається нездійсненою мрією для багатьох дітей у інших менш розвинених країнах. Забезпечення їм права на сім'ю стало місією багатьох західних організацій. Деякі з них розвивають послуги з підтримки сімей або сімейні форми догляду за дітьми, роблячи таким чином внесок у спільну справу, а деякі проводять комплексні програми Де-І.

### Ключові діячі
ЮНІСЕФ, Дитячий фонд ООН є одним із провідників та натхненників у процесі відмови від великих інституцій на користь більш гуманних форм догляду. ЮНІСЕФ консультує уряди, співпрацює з ними, з освітніми закладами та неурядовими організаціями в проведенні моніторингу та досліджень у всьому світі, в розробці стратегічних документів, поширенні кращих практик Де-І.
Європейський Союз офіційно співпрацює з Eurochild, великою мережею організацій, об'єднаних місією сприяння благополуччю дітей. З 2004 Eurochild займається адвокацією, розвитком програм спрямованих на поширення сімейних форм догляду та реформування інтернатів. Одним із найвідоміших проектів є загальноєвропейська кампанія Opening Doors, що ставить на меті покласти край інституційному догляду на користь розвитку сімейного виховання. Наразі Eurochild налічує 193 учасники, серед них ряд національних коаліцій (що в свою чергу об'єднують десятки організацій), омбудсмени, експерти, філантропи, відомі НУО, як-от: Amici dei Bambini, Hope and Homes for Children, International Foster Care Organisation, Save the Children, SOS Children's Villages, Terre des Hommes.
Люмос, організація створена Джоан Роулінг у 2005 році, що поставила собі за мету виборювати право дітей на сімейне життя, покласти край інституційному догляду, та активно включилась у розвиток Де-І в Європі й світі. Кредо організації: жодна дитина не має бути позбавлена сімейного життя з причин бідності, інвалідності або етнічної приналежності. Назва організації та девіз «We are lumos» є алюзією на твори про Гаррі Поттера, в яких заклинання lumos! викликало потужний промінь світла.
Надія і житло для дітей (англ.: Hope and Homes for Children, HHC) — заснована 1994 року британська благодійна організація, що реалізує комплексні програми Де-І в країнах Східної Європи та Африки. Підхід ННС передбачає поступовий процес переходу від моделей інституційного догляду до забезпечення сімей послугами, необхідними для їх збереження й повноцінного розвитку дітей, у взаємодії з урядом і працюючи з громадською думкою. Станом на 2010 рік звітувала про закриття 52 інституцій та запобігання розміщенню в них 20000 дітей.
Рух за реформування інтернатних закладів підтримують колишні їх вихованці. Прикладами є росіянин Олександр Гезалов, українці Ростислав Галелюк та Андрій Назаренко, румунська Асоціація Federeii.

### Де-І в Румунії
Демографічна політика режиму Чаушеску, моральний занепад і зубожіння соціалістичної Румунії в 1970-1980-ті призвела до інституціалізації сотень тисяч дітей. Стимулювання народжуваності, заборона абортів і контрацепції та, водночас, слабка інфраструктура, економічні негаразди штовхали сім'ї на відмову від дітей. Нав'язувалась думка, що держава краща, ніж сім'я. Після падіння комунізму життя саме в румунських (також болгарських) закладах було задокументовано західними журналістами й дало світові уявлення про стан дітей в інституціях Східної Європи.
Демократичні уряди країни в співпраці з європейськими й міжнародними агенціями та діячами інвестували в розвиток сімейних форм догляду. З початку 1990-х до 2010-х років кількість вихованців у дитячих інституціях Румунії зменшилася вдесятеро (від порядку 200000 до 20000 дітей). Самих закладів залишилося близько 200, проте уряд має намір продовжувати реформи, в документі 2014-2020 Strategy for Child Protection визначено за мету повну відмову від застарілих інституцій та віднайдення рішень, що дозволять дітям виховуватися в сім'ях. Hope and Homes for Children Romania Foundation є одною з провідних румунських організацій в цій сфері.

### Де-І в Україні
Україна успадкувала розвинену та витратну систему інституцій, які утримували сотні тисяч дітей і працівників. Вони ділились принаймні на 13 типів, відрізнялись належністю до суб'єктів влади (місцевого, обласного, республіканського рівня) та відомчим підпорядкуванням (МВС, МОН, МОЗ, Мінсоцполітики). Діти, що втрачали батьківське піклування, могли бути усиновлені, взяті під опіку рідними, однак розміщення в інституцію було найпоширенішою реакцією держави на проблему. При цьому до 2000-х практично не існувало послуг на підтримку сімей.
У 2005 році були започатковані щорічні Всеукраїнські наради «З любов'ю та турботою до дітей». На першій з них 9 червня 2005 Президент України розкритикував чинну систему інтернатних закладів, навівши дані, що з того часу часто повторюються: «кожен п'ятий вихованець стає бомжем, кожен другий — злочинцем… І ще — кожний сьомий здійснює спробу самогубства». Також він дав доручення щодо розвитку усиновлення, сімейних форм догляду та підтримки сімей. Прийнята в 2006 році Державна програма подолання дитячої безпритульності і бездоглядності причиною цих явищ, крім іншого називала нездатність державної інтернатної системи забезпечити соціалізацію вихованців з урахуванням їх потреб та умов розвитку суспільства. Того ж року була затверджена Концепція державної програми реформування системи закладів для дітей-сиріт та дітей, позбавлених батьківського піклування. Міністр молоді та спорту Юрій Павленко послідовно підтримував заходи деінституціалізації, пізніше продовжив цю лінію на посаді Уповноваженого Президента України з прав дитини. В 2009 році стартувала Загальнодержавна програма «Національний план дій щодо реалізації Конвенції ООН про права дитини» до 2016 року, одною з цілей якої було реформування системи закладів для дітей-сиріт та дітей, позбавлених батьківського піклування.
Попри зміни в політичному курсі держави з 2010 року, продовжували лунати заяви можновладців про необхідність міняти систему догляду за дітьми, впроваджувалась інклюзивна освіта, розвивалися сімейні форми альтернативного догляду. Досягнення у розвитку сімейних форм альтернативного догляду та програм усиновлення накопичені з 2005-го призвели до зменшення частки дітей-сиріт, що виховуються в інституціях, до ~10 % від їх загального числа. Проте загальна кількість вихованців інституцій не зменшилася за рахунок влаштування в них дітей із сімей за заявами батьків. Більше того, не було надійної статистики через термінологічну невизначеність, розмаїття форм інституцій і їх підпорядкованість різним відомствам, не проводився централізований контроль дотримання прав дітей у них.
У 2013 році Офіс Уповноваженого Президента України з прав дитини в співпраці з ЮНІСЕФ провів масштабне Моніторингове дослідження стану функціонування інтернатних установ, яке надало нові докази неефективності цієї системи. У ньому чи не вперше були зібрані дані про кожну установу, що підпадає під міжнародне визначення «альтернативний догляд»: наявна та планована кількість дітей, об'єм і розподіл фінансування, регіональні відмінності тощо. На 2013 була зафіксована така ситуація: 957 установ (13 різних форм інтернатного виховання), розрахованих на 153 849 місць, у яких фактично перебувають 117 600 дітей (тобто 1,5 % дитячого населення України), в середньому лише 14 % фінансування становлять витрати на потреби дитини (від 7 % до 25 % залежно від типу закладу; тут не врахована зарплатня персоналу, а це 66 %, але в штаті закладів педагоги й спеціалісти становлять меншу половину, решта — адміністрація, обслуговуючий і технічний персонал, тож в будь-якому разі витрати на дитину не перевищують 50 % відсотків), загальний бюджет системи на 2013 рік склав 5,7 млрд грн.
Водночас дослідження показало ефективність розвитку соціальних послуг для сімей: зі збільшенням штату соціальних працівників зменшився приток дітей в інтернати та розгорнулась робота з реінтеграції дітей із закладів у біологічні сім'ї.

Подібні дослідження проводились і за каденції нового Уповноваженого, Миколи Кулеби. В презентації дослідження проведеного у 2015—2016 спільно зі ВГО «Україна без сиріт» наведені такі цифри: діють 774 інтернатних закладів та установ соціального захисту дітей, в яких виховується близько 104 тис. дітей, при цьому із них лише близько 10 тис. — це діти-сироти та діти, позбавлені батьківського піклування; обсяг фінансування інтернатних закладів становив більше 5 млрд грн. (для порівняння цілий бюджет Міністерства оборони в 2016 — 55,6 млрд грн.). При цьому безпосередні витрати на утримання дітей (харчування, одяг, лікування, взуття) становлять тільки 12 % від загальної суми коштів. З огляду на територіальні й людські втрати держави внаслідок анексії Криму Росією та ситуації на Донбасі, порівняння даних є малоінформативним. Однак помітно, що за три роки погіршення економічної ситуації частка видатків безпосередньо на потреби дитини знизилась з 14 % до 12 %. Щодо частини українських інтернатів здійснюється моніторинг в рамках Національного превентивного механізму.
Наприкінці 2013 року в Україні розгорнулась діяльність Громадянської кампанії «Відкриваємо двері дітям», частини загальноєвропейської Opening Doors for Europe's Children. Започаткована та підтримувана Представництвом благодійної організації Надія і житло для дітей в Україні кампанія об'єднує багатьох захисників прав дітей: організації, активістів і волонтерів, релігійних лідерів і митців. Проведено десятки публічних заходів, що мали привернути увагу громадськості до потреб інституціалізованих дітей. Старт кампанії «Відкриваємо двері дітям» фактично співпав з початком кризи 2013—2014 рр. в Україні, тому її заходи й повідомлення часто губились в тодішньому інформаційному полі. 2016 року стартувала друга фаза кампанії, в ході якої формуються регіональні коаліції, що сприятимуть просуванню Де-І в усіх областях України.
В Україні діють декілька мереж і коаліцій, що так чи інакше пов'язані з процесом Де-І. Багато інших установ і організацій беруть участь у моніторингу ситуації з правами дитини в інституціях (Уповноважений ВРУ з прав людини, Українська Гельсінська спілка), в пропагуванні сімейного життя та розвитку сімейних форм (Альянс «Україна без сиріт», фонд Благополуччя дітей, Партнерство «Кожній дитині», фонд Розвиток України, СОС Дитячі містечка), в підготовці батьків-вихователів, експертів і фахівців сфери (Надія і житло для дітей, Міжнародний центр розвитку і лідерства) в розвитку послуг з підтримки сімей у громадах (Карітас України та інші). ЮНІСЕФ, посольства іноземних держав та Представництво ЄС в Україні долучаються до проектів з Де-І.
Наприкінці 2016 Уповноважений Президента з прав дитини оголосив про завершення роботи над комплексною стратегією Де-І в Україні. В розробці стратегії брали участь різноманітні вітчизняні й міжнародні організації. 31 березня 2017 року на засіданні Національної ради реформ під головуванням Петра Порошенка була презентована Національна стратегія реформування системи інституційного догляду та виховання дітей на 2017–2026 роки. За результатами засідання Уряд отримав завдання спільно з Офісом Уповноваженого з прав дитини розробити план дій з реалізації положень Стратегії. В серпні 2017 Стратегія та План заходів першого її етапу були ухвалені Кабінетом міністрів. З жовтня 2017 у співпраці з Люмос і Житомирською ОДА почалося впровадження Де-І в Житомирській області.
26 червня 2019 посановою № 596 Кабінет Міністрів України утворив Координаційну раду з питань реформування системи інституційного догляду та виховання дітей.

## Критика деінституціалізації
Як і будь-яка реформа, Де-І наражається на супротив і критику. Часто ця критика виправдана, коли йдеться про непослідовне впровадження реформ, наприклад, повернення дітей в сім'ї без підготовчої роботи по усуненню причин їх вилучення у батьків або розформування закладів без розвитку необхідних підтримуючих послуг у громадах. Особливо важливим тут є розуміння принципу найкращих інтересів дитини, виконання рекомендацій Комітету ООН з прав дитини щодо його введення в українське законодавство та подальше його впровадження в практиці прийняття політичних рішень.